# Луна, Антонио
Антонио Мануэль Луна Родри́гес (исп. Antonio Manuel Luna Rodríguez; 17 марта 1991, Сон-Сервера, Испания) — испанский футболист, защитник греческого клуба «Волос».

## Клубная карьера
Антонио Луна окончил футбольную школу клуба «Севилья». Первый официальный матч он провел за вторую команду клуба — «Севилья Б». В мае 2010 года Антонио Луна дебютировал за первую команду, сыграв 2 матча. В январе 2011 года защитник был арендован клубом «Альмерия» до конца сезона 2010/11. В своем временном клубе он регулярно играл в основном составе. После возвращения в «Севилью» он сыграл 14 матчей в сезоне 2011/12 и забил свой первый мяч в ворота «Малаги», играя на позиции левого полузащитника. Половину следующего сезона Антонио Луна провел в «Мальорке».
20 июня 2013 года Антонио Луна перебрался в Англию, подписав трехлетний контракт с клубом «Астон Вилла». Первый мяч за новую команду он забил в дебютном матче против лондонского «Арсенала».
В 2015 году перешел в «Эйбар». Проведя там два года, Антонио подписал 4-летний контракт с «Леванте».

## Личная жизнь
В октябре 2016 года Луна и его партнёр по команде Серхи Энрич попали в секс-скандал. Футболисты сняли интимное видео, которое завирусилось в интернете. Из-за отсутствия согласия женщины на съёмки в январе 2021 года игроки были приговорены к 2 годам тюремного заключения. Они признали вину и выплатили компенсацию жертве, поэтому срок был назначен условный.